# Finale della CONCACAF Gold Cup 2015
La finale della CONCACAF Gold Cup 2015 si disputò il 26 luglio 2015 al Lincoln Financial Field a Filadelfia tra le nazionali di Messico e Giamaica, quest'ultima alla sua prima finale della Gold Cup. La finale fu vinta 3-1 dal Messico, che si portò così a casa il suo decimo trofeo nella massima competizione tra squadre nazionali maggiori maschili nord e centroamericane.

## Le squadre
| Squadra  | Finali (o spareggi) disputate in precedenza (il grassetto indica la vittoria) |
| -------- | ----------------------------------------------------------------------------- |
| Messico  | 7 (1993, 1996, 1998, 2003, 2007, 2009, 2011)                                  |
| Giamaica | Nessuna partecipazione                                                        |

## Cammino verso la finale

### Giamaica
Oltre ai giamaicani, nel gruppo B dove essi furono sorteggiati si trovavano anche Canada, Costa Rica ed El Salvador. La prima partita del girone si svolse l'8 luglio a Carson, in California, e vide i giamaicani andare in vantaggio con Garath McCleary al 12°, salvo poi venire ribaltata dai costaricani Roy Miller e David Ramírez, due gol in cinque minuti; nella ripresa, il pareggio avvenne al secondo minuto con Jobi McAnuff, l'ultimo gol del 2-2. Tre giorni dopo, la Giamaica sfidarono il Canada a Houston e lo sconfissero 1-0 con il gol di Rodolph Austin nei minuti di recupero della ripresa. Con ottime speranze di qualificazione, la Giamaica giocò la terza e ultima partita del girone, che si svolse a Toronto il 14 luglio contro i salvadoregni: lì, vinse di nuovo 1-0, stavolta con gol di McCleary, e si qualificò così ai quarti come prima del girone, seguita dalla Costa Rica che se l'era cavata con ben tre pareggi (oltre a quello con la Giamaica, vi erano infatti l'1-1 contro El Salvador e lo 0-0 contro il Canada).
L'avversario della Giamaica ai quarti fu Haiti, secondo nel girone A: la partita si svolse il 18 luglio a Baltimora, e i giamaicani riuscirono a trionfare con Giles Barnes, che segnò a soli sette minuti dal fischio d'inizio. Quattro giorni dopo, ad Atlanta fu la volta degli Stati Uniti, che avevano stracciato Cuba ai quarti per 6-0. Alla mezz'ora, Mattocks segnò il gol del vantaggio caraibico, e cinque minuti dopo seguì il connazionale Barnes; al secondo minuto della ripresa lo statunitense Bradley segnò una rete, fissando il punteggio sul 2-1 che portò la selezione caraibica alla prima finale della Gold Cup nella sua storia.

### Messico
Il Messico fu sorteggiato nel Gruppo C insieme a Trinidad e Tobago, Guatemala e Cuba. La prima partita contro quest'ultima a Chicago finì con un incredibile 6-0 (tripletta di Oribe Peralta, e gol di Carlos Vela, Andrés Guardado e Giovani dos Santos). La partita di tre giorni dopo a Glendale contro il Guatemala finì invece a reti bianche, comunque una garanzia di qualificazione alla fase finale. Il 15 luglio, a Charlotte si disputò l'ultima partita dei gironi contro Trinidad e Tobago: Paul Aguilar concluse al 31º e portò il vantaggio al Tricolor, e raddoppiato da Vela alla ripresa, ma la doppietta di Keron Cummings e la rete di Kenwyne Jones ribaltò la partita a favore dei Soca Warriors; nelle battute finali, Guardado riportò la partita in parità e al 90º Jones combinò un autogol che riportò gli Aztecas in vantaggio, ma al terzo minuto di recupero Yohance Marshall segnò il gol del rocambolesco 4-4. Con questo pareggio, i Soca Warriors si classificarono primi (in virtù del 3-1 contro il Guatemala e del 2-0 contro Cuba), seguiti dagli Aztecas e dai Leoni dei Caraibi che era Cuba in qualità di una delle due migliori terze classificate.
La fase ad eliminazione diretta iniziò davvero in salita: ai quarti, il Messico affrontò la Costa Rica, seconda nel gruppo B dietro alla sorprendente Giamaica. I tempi regolamentari finirono a reti bianche, e la situazione si sbloccò solo ai minuti di recupero del secondo tempo supplementare, quando Guardado trasformò il rigore della vittoria all'ultimo minuto. Alle semifinali, gli Aztecas se la videro con Panama, che aveva battuto i Soca Warriors ai rigori la scorsa partita. Al 57º, Román Torres portò i Canaleros in vantaggio e accese le loro speranze per una terza finale, ma all'ultimo dei numerosi minuti di recupero della ripresa Guardado fu di nuovo l'eroe del giorno per il Messico, in quanto ottenne un rigore che trasformò nel gol dell'1-1; ai conseguenti supplementari, sul finire del primo tempo Guardado ottenne un secondo rigore, che si trasformò nel 2-1 per il Tricolor. Al triplice fischio finale, i messicani poterono festeggiare l'accesso alla loro ottava finale nella Gold Cup, mentre i panamensi dovettero accontentarsi di una finale del terzo posto contro gli USA, che vinsero 3-2 ai rigori dopo un 1-1 ai supplementari.

### Tabella riassuntiva del percorso
| Squadra     | Pt | G |
| ----------- | -- | - |
| Giamaica    | 7  | 3 |
| Costa Rica  | 3  | 3 |
| El Salvador | 2  | 3 |
| Canada      | 2  | 3 |

| Squadra           | Pt | G |
| ----------------- | -- | - |
| Trinidad e Tobago | 7  | 3 |
| Messico           | 5  | 3 |
| Cuba              | 3  | 3 |
| Guatemala         | 1  | 3 |

## Tabellino
| Arbitro: | Joel Aguilar |

|              |           |                                     |
| Mattocks 78’ | Marcatori | 30’ Guardado 46’ Corona 60’ Peralta |

| Giamaica | Messico |

| Giamaica (4-4-2) |    |                   |  |         |
|                  |    |                   |  |         |
| GK               | 23 | Ryan Thompson     |  |         |
| RB               | 19 | Adrian Mariappa   |  | 65’     |
| CB               | 3  | Michael Hector    |  |         |
| CB               | 4  | Wes Morgan        |  |         |
| LB               | 20 | Kemar Lawrence    |  |         |
| CM               | 22 | Garath McCleary   |  | 59’     |
| CM               | 15 | Je-Vaughn Watson  |  | 23’ 88’ |
| CM               | 17 | Rodolph Austin    |  | 30’     |
| RF               | 10 | Simon Dawkins (c) |  | 73’     |
| CF               | 9  | Giles Barnes      |  |         |
| LF               | 13 | Matthew Hoppe     |  |         |
| Sostituzioni:    |    |                   |  |         |
| MF               | 2  | Chris Humphrey    |  | 73’     |
| FW               | 8  | Michael Seaton    |  | 88’     |
| FW               | 11 | Darren Mattocks   |  | 59’     |
| Allenatore:      |    |                   |  |         |
| Winfried Schäfer |    |                   |  |         |

| Messico (5-3-2) |    |                         |  |        |
|                 |    |                         |  |        |
| GK              | 13 | Guillermo Ochoa         |  |        |
| RBB             | 22 | Paul Aguilar            |  |        |
| CB              | 2  | Diego Reyes             |  | 34’    |
| CB              | 15 | Francisco Rodríguez (c) |  |        |
| LB              | 23 | Oswaldo Alanís          |  |        |
| CM              | 6  | Miguel Layún            |  |        |
| CM              | 4  | Jesús Dueñas            |  | 6’ 85’ |
| CM              | 16 | Jonathan dos Santos     |  |        |
| RF              | 17 | Andrés Guardado         |  | 61’    |
| CF              | 11 | Jesús Corona            |  | 81’    |
| LF              | 10 | Oribe Peralta           |  |        |
| Sostituzioni:   |    |                         |  |        |
| DF              | 3  | Javier Orozco           |  | 76’    |
| FW              | 5  | Jorge Torres Nilo       |  | 106’   |
| DF              | 19 | Carlos Esquivel         |  | 106’   |
| Allenatore:     |    |                         |  |        |
| Miguel Herrera  |    |                         |  |        |

| Assistenti arbitrali: Juan Zumba (El Salvador) CJ Morgante (Stati Uniti) Quarto ufficiale: John Pitti (Panama) Assistente di riserva: Leonel Leal (Costa Rica) |

Regole dell'incontro
- due tempi regolamentari da 45 minuti ciascuno;
- due tempi supplementari da 15 minuti ciascuno in caso di parità;
- tiri di rigore in caso di ulteriore parità; inizialmente cinque per squadra, e a oltranza fino a spareggio in caso di ulteriore parità;
- numero massimo di 23 giocatori per squadra a referto (11 in campo e 12 come potenziali sostituti);
- cinque sostituzioni permesse nei tempi regolamentari; una sesta permessa nei tempi supplementari.

## Conseguenze
Il Messico vinse il suo settimo trofeo Gold Cup, sui dieci vinti se si comprende anche il Campionato CONCACAF. La Giamaica dovette invece accontentarsi della sua prima partecipazione alla finale della Gold Cup; avrebbe avuto un'altra occasione nell'edizione successiva, persa stavolta contro gli Stati Uniti.
Inoltre, la vittoria finale consentì al Messico di partecipare alla CONCACAF Cup, uno spareggio tenutosi il 10 ottobre 2015, e di sfidare gli Stati Uniti vincitori della CONCACAF Gold Cup 2013, per decidere chi avrebbe rappresentato la CONCACAF nella FIFA Confederations Cup 2017. La sfida sarebbe stata vinta dagli Aztecas per 3-2.